# Tipo 88 (China)
El Tipo 88 (en Chino mandarín, 88式; pinyin, Bābā shì) es una serie de blindados pesados de segunda/tercera generación provenientes de China, ampliamente basados en el diseño del Tipo 79.
El Tipo 88 entró en servicio con el Ejército Popular de China en la década de los 80. Para el año 2003 se estimaba que las unidades en servicio del Tipo 88 ya habían sido dadas de baja. Este carro de combate fue reemplazado por el Tipo 96.

## Historia
Tras la ruptura chino-soviética en los 60, las relaciones entre la Unión Soviética y la China empeoraron gradualmente, llegándose incluso a serios roces y escaramuzas fronterizas en 1969. Para los años 70, cerca de 2 millones de soldados estaban apostados en ambos lados de la frontera chino soviética. Para este momento, los mejores carros de combate chinos en servicio eran versiones derivadas del T-54A soviético (producidas localmente bajo la designación Tipo 59), dejando a éstos automáticamente obsoletos tras la aparición del más sofisticado diseño soviético del T-72.
El EPL requiere entonces a los productores locales un modelo más efectivo contra los carros soviéticos, por lo que se decide iniciar el desarrollo de un nuevo modelo de carro de combate rector, a partir de una versión altamente modificada del Tipo 69, en las instalaciones de la Fábrica N° 617 (ahora conocida como Inner-Mongolia First Machinery Group Company Ltd), incorporando en su producción algunas de las tecnologías provenientes de un tanque soviético T-62 capturado. Pero a pesar de su esfuerzo, el Tipo 69 falló en satisfacer los exigentes requerimientos del EPLCh, pero fue todo un éxito tras su exportación (más de 2000 fueron vendidos), demostrando su efectividad posteriormente en otros países y no en su uso en el territorio nacional. Como resultado del notable fracaso de dicho blindado, se continuó el desarrollo de nuevas versiones del tanque en una nueva familia que incluyen su núcleo de donde vienen nuevas subfamilias de blindados que actualmente resultan ser versiones del Tipo 69 pero con bastantes mejoras, como el Al-Khalid pakistaní y el MBT-2000 que sirve ya localmente.

## Variantes

### Tipo 80
- Tipo 80 - El primer diseño de un carro de combate chino de segunda/tercera generación. Su prototipo se basa en el casco del diseñado para el Tipo 79, e incorpora las siguientes mejoras:

- Nuevo diseño del casco, que incorpora un sistema de rodaje de 6 ruedas chicas, 3 piñones de retorno para la oruga y faldones de caucho,
- Fue el primer blindado hecho en la China en tener una torreta totalmente soldada, lo que incrementa su nivel de protección,
- Motor diésel fabricado bajo licencia alemana, de la referencia 1215OL-7BW, de 730 caballos (544 kW) de potencia,
- Luz de visión estabilizada en dos ejes de la referencia Tipo 37A, para el trabajo del sistema de tiro y del sistema de control de tiro (FCS), además dispone de una luz láser externa para marcado de blancos, producida bajo licencia del Reino Unido (Thales),
- Cañón de calibre estándar OTAN, Tipo 83 105 mm estriado, producido bajo licencia austriaca de la Daimler-Puch.

- Tipo 80-II - Variante altamente mejorada del Tipo 80 con las siguientes mejoras:

- Sistema de puntería/rastreador de luz láser integrado al sistema FCS,
- Sistema de control de estado general automatizado integrado,
- Dispositivos para la protección de los lentes del sistema de miras,
- Equipo de protección NBQ con sistema de sobre-presión interna,
- Torreta rodeada por depósitos de almacenamiento de municiones, para una protección extra en caso de impacto,
- Fue el primer blindado hecho en la China en tener un equipo de protección NBQ total que no requería de trajes individuales para garantizar la protección de la tripulación dentro del vehículo en dichos entornos de combate.

### Tipo 85
Por la escasa información disponible es incierto qué fábricas compitieron o si pudieron actuar en conjunto para desarrollar el nuevo modelo de la segunda/tercera generación de un carro de combate principal para las tropas de la China y sus clientes externos.
Lo que sí se sabe es que las industrias militares de la China (por medio de su Grupo Industrial del Norte, o más conocida como Norinco), y en asociación con el Instituto N° 201 (ahora conocido como el Instituto del Noreste de la China para la Investigación y desarrollo de Vehículos), mostrarían posteriormente su propia versión del tanque desarrollado a partir del Tipo 80, el Tipo 85 en 1988. 
El EPLCh no habría aceptado inicialmente al Tipo 85 para su servicio, pero se sabe que posteriormente se desarrolló para exportarlo a Pakistán (donde sirve bajo las designaciones Tipo 85-IIAP y su siguiente versión, que fue el Tipo 85-III, ésta ya de producción local), como el nuevo brazo de combate dentro de la caballería mecanizada. Ésta variante se vio profundamente influenciada por el tanque soviético T-72, que se cree fue obtenido por las autoridades militares de la China a finales de los 80, según algunos reportes, esta unidad provino de las capturas que Irán hizo a Irak (en el marco de la guerra Irán-Irak). A su vez, expertos provenientes desde Sudáfrica en conjunto con los investigadores chinos habrían descubierto que el blindaje del T-72 podría ser penetrado por el impacto directo del cañón instalado en el Tipo 80, una copia bajo licencia del modelo OTAN de calibre 105 mm (el Tipo 83-??), pero que el armamento principal del T-72 podría a su vez destruir fácilmente no sólo al casco y demás blindaje del Tipo 80 sino a todos los blindajes construidos para el momento y en uso en los tanques del EPLCh, y con este descubrimiento surge la imperiosa necesidad de mejorar la protección existente en los carros de combate del inventario del EPLCh. 
Luego, dicha se pondría más de manifiesto, tras los combates entre blindados en la primera invasión a Irak de 1991, cuando los expertos del EPLCh observaron que sus tanques actuales (también exportados a Irak, y derivados principalmente aún del T-55), en servicio para esa fecha, eran evidentemente inferiores a los tanques occidentales en servicio. Las prioridades fueron encomendadas con el objetivo de desarrollar un tanque de tercera/cuarta generación, así como el de mejorar el parque de blindados en servicio de la segunda y tercera generación. Como resultado, el Tipo 85 es una evolución directa del Tipo 80. Se cree que cerca de 600 unidades están en servicio en la China, mientras que al menos unas 300 están desplegadas con las tropas de Pakistán.

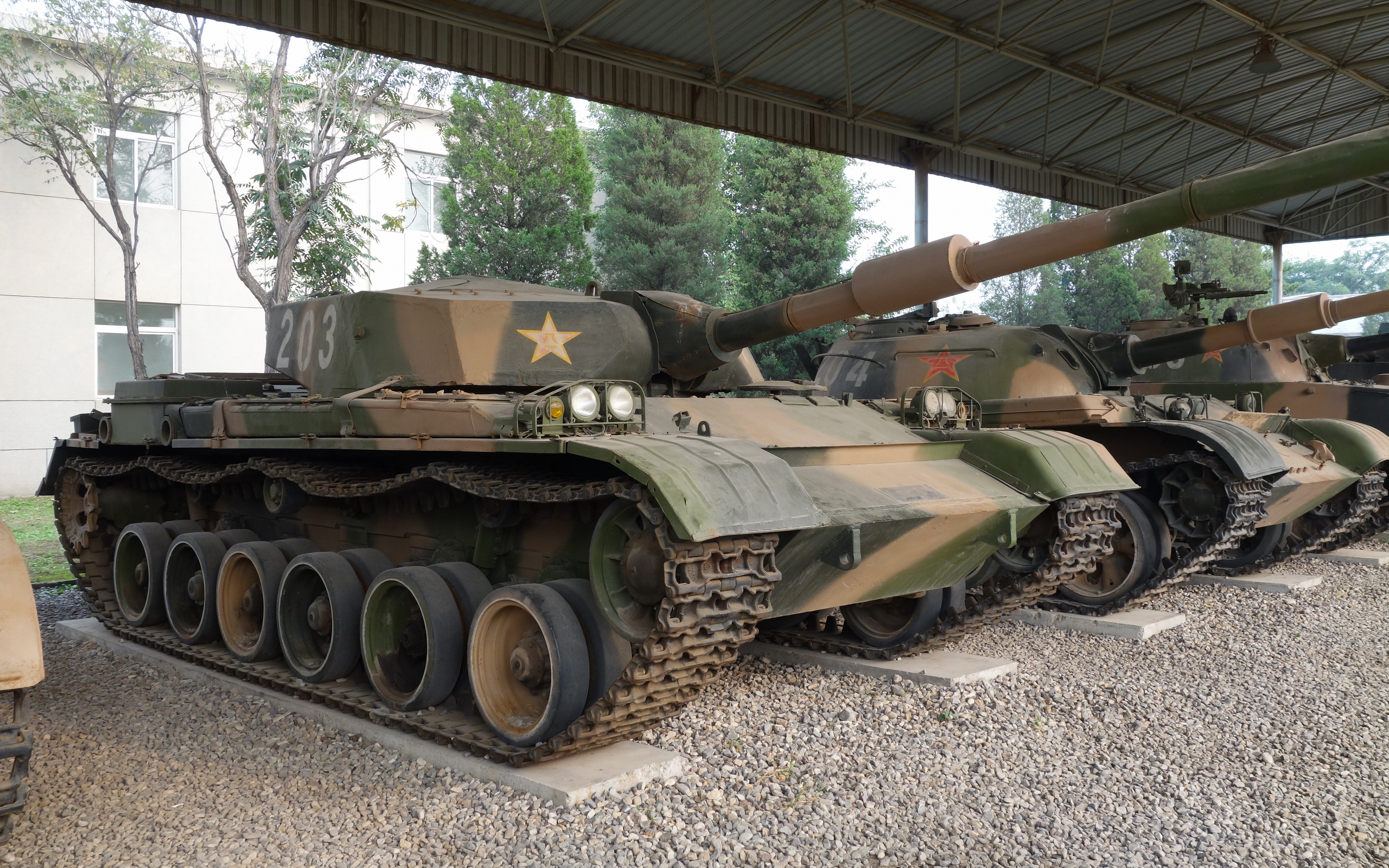
Tipo 85-I

- Tipo 85 - Prototipo construido en el casco de un Tipo 80, con torreta de construcción soldada, y un cañón de calibre 105 mm estriado (Tipo 83?). Desde que el proyecto fuese planeado sólo para la exportación, el gobierno de la China no aportó fondos para su financiación originalmente, y este prototipo se cree que se cedió a un museo como pieza de exhibición tras ser completadas, el vehículo fue luego devuelto al museo sin su cañón, y una fotografía de este blindado llegó a circular por Internet a inicios de la década del 2000.

- Tipo 85-I - Versión mejorada del Tipo 85, con un manguito térmico para el cañón. Su torreta incorpora blindaje de tipo compuesto.

- Tipo 85-II - Versión mejorada del Tipo 85-I con un sistema de control de tiro mejorado. El sistema de control incorpora un haz de búsqueda de objetivos con designador láser, una computadora de a bordo, y un medidor con sensor de viento. El cargador automático se cree que fuera copiado del instalado en el cañón del T-72 (se cree que dicho ejemplar se obtuvo de Medio Oriente, posiblemente de Irak o que fuera uno capturado a Irak por Irán). Varias mejoras en su electrónica.

- Tipo 85-IIA - Versión mejorada del Tipo 85-II, equipada con una versión del cañón de calibre 125 mm de desarrollo local que reemplaza el cañón de calibre 105 mm estriado originalmente montado. Su auto-cargador se cree que es el mismo instalado para el cañón soviético/ruso 2A46, y sus proyectiles de 125 mm.

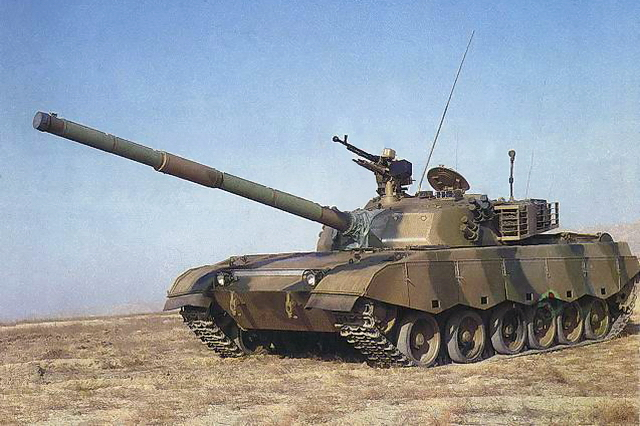
Tipo 85-IIM

- Tipo 85-IIM - Versión introducida a mediados de los 90 con las siguientes mejoras:

- Protección general del tanque mejorada,
- Sistema de imágenes estabilizado en el Sistema de Control de Tiro (ISFCS, por sus siglas en inglés) con adaptación para visión nocturna, a su vez sirvió como prototipo para el Tipo 88C.

- Tipo 85-IIAP - Variante modificada del Tipo 85-IIA, producida bajo licencia en Pakistán pore la estatal Industrias Pesadas Taxila (HIT), con variadas modificaciones que incluyen un cañón de calibre 125 mm de ánima lisa con su auto-cargador asociado. Se sabe al menos de 300 unidades en servicio con el Ejército de Pakistán, todas las cuales han sido actualizadas posteriormente al estándar Tipo 85-III, y en algunas de éstas se ha instalado el complemento de entrenamiento para tripulaciones Weston Simfire 2.[6]

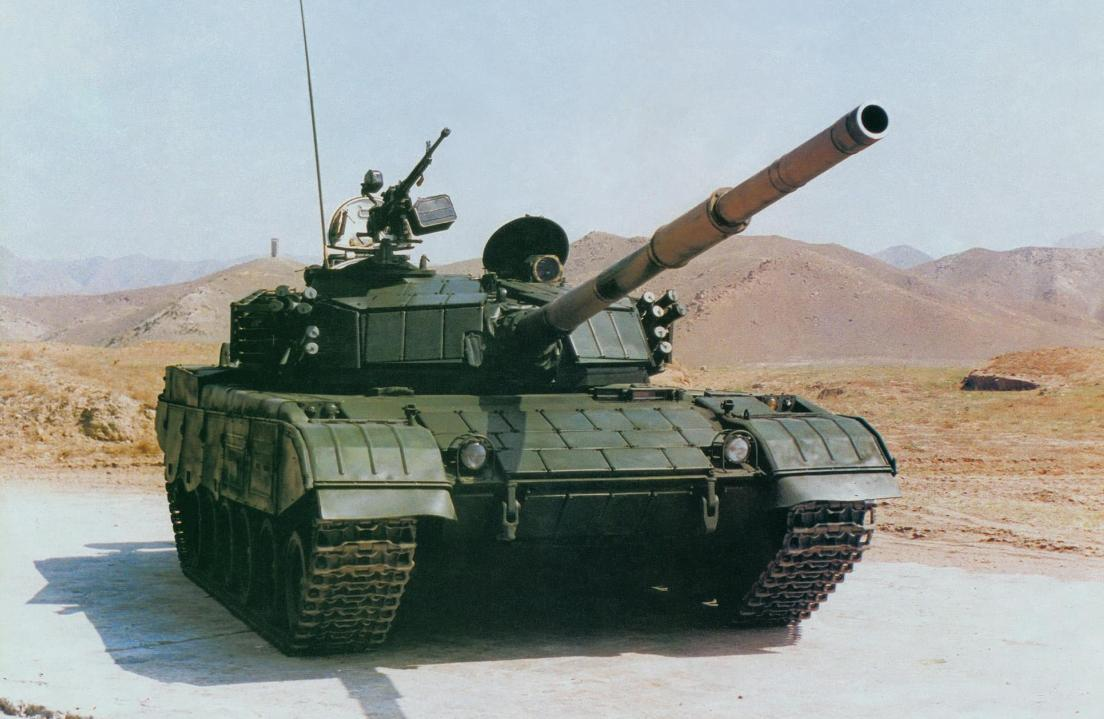
Tipo 85-III

- Tipo 85-III - Una variante de exportación creada para Pakistán, la cual se dotó con un propulsor de 1000 caballos (746 kW) de combustible diésel y un cañón de calibre 125 mm de ánima lisa. Fue rechazado para el servicio por el ejército pakistaní, tras la concurrencia de varios fallos sucedidos dentro de sus pruebas en el desierto pakistaní. Su motor tuvo problemas que fueron resueltos luego de que la firma Norinco incorporase mejoras adicionales en 1995 tales como un blindaje ERA, pero aun así el Tipo 85-III no pudo competir de forma igual a diseños occidentales más modernos y su producción en masa no se continuó. Variantes anteriores del Tipo 85 han sido actualizadas al estándar Tipo 85-III, incluidas todas las variantes del Tipo 85-IIAP en servicio actualmente con el ejército pakistaní.

### Tipo 88
A finales de los 70, las fábricas N° 617 (como contratista principal), N° 616, N° 477 y el Instituto N° 201 (ahora conocido como el Instituto del norte de China especializado en Investigación de Vehículos) fueron encargadas de desarrollar la nueva versión del carro de combate de segunda/tercera generación para China. Este proyecto se vio beneficiado con las tecnologías importadas desde occidente en los 80. El primer Tipo 80 estuvo basado en el casco del vetusto Tipo 79, pero fue equipado con nuevos trenes de rodaje chinos, que en sus orugas, además de los faldones, cuenta ya con un recubrimiento de goma con almohadillas en las mismas, un nuevo motor de origen alemán fabricado bajo licencia, de 730 caballos (544 kW) de combustible diésel, un nuevo sistema de estabilización de origen británico para el control de tiro equipado con un designador de haz láser, además del ya utilizado y probado cañón estándar de calibre 105 mm de norma OTAN, y también producido bajo licencia de una firma de Austria. La versión mejorada de este tanque posteriormente entró al servicio en 1988 bajo la designación de Tipo 88. El Tipo 88 es único entre los carro de combate chinos, ya que a diferencia del resto de series de los carros chinos en servicio a la fecha; esta serie incluye actualmente versiones de diferentes familias de diseños más antiguos de tanques. Su producción se detuvo oficialmente en el año de 1995. Ahora tan sólo operan alrededor de 400 o 500 unidades de la serie del Tipo 88. En varias pruebas de prestaciones de su blindaje, se ha probado que puede soportar entre 200 mm frente a proyectiles APFSDS y 300 mm frente a proyectiles HEAT. En su construcción se le adaptó un auto-cargador que le otorga una cadencia de fuego máxima de 13 disparos por minuto.[cita requerida]

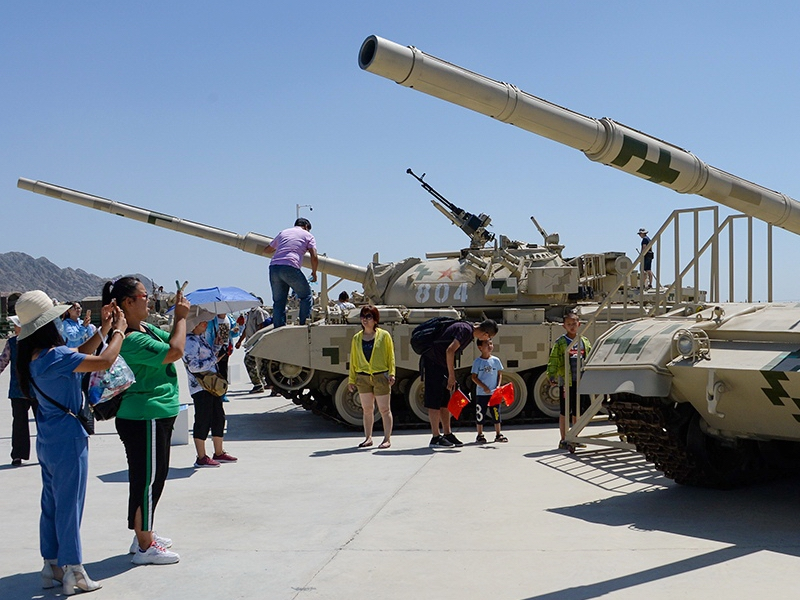
Type 88A tank

- Tipo 88 - Primer carro principal chino en contar con un blindaje explosivo reactivo. Entró al servicio con el EPLCh en el año de 1988, y su base de desarrollo se hizo a partir del casco del Tipo 80-II. Los gabinetes de alojamiento del frente de la torreta se quitaron para dar cabida a los paneles del blindaje reactivo explosivo.

- Tipo 88A - Llegó antes que el Tipo 88B, y su armamento principal es un cañón de calibre 105 mm mejorado (referencia Tipo 83-I) con una caña más larga y un mejor desempeño. Se equipó con dobles planchas de blindaje reactivo de la serie FY para dotarlo de una mejor resistencia y protección balística frente a impactos de proyectiles APFSDS y HEAT-FRAG.

- Tipo 88B - Variante mejorada del Tipo 88, que incorpora un nuevo auto-cargador especialmente concebido para los tipos de proyectil de este calibre de origen local, acoplado a un sistema de control de tiro diferente al anterior (en este se incorpora el modelo ISFCS-212 ISFCS). Comparado al diseño original del Tipo 88A, el telescopio está ubicado más cerca del arma principal, siendo en este modelo retirado de su posición anterior. Como sistema de contramedidas, al Tipo 88B sólo se le incorporaron 8 tubos de lanzagranadas, mientras que el Tipo 88A contaba con 12 de los mismos.

- Tipo 88C - Desarrollado a partir de un casco del Tipo 85-IIM pero dotado con una motorización más poderosa, que solucionaba el problema del propulsor desarrollado localmente (con una potencia de 1000 caballos (746 kW)) volviendo a montar el motor usado en el Tipo 80 y el Tipo 85, y un cañón del calibre 125 mm de ánima lisa, y el sistema de control de tiro del modelo ISFCS-212 fue luego también instalado en las versiones del Tipo 88A y del Tipo 88B.

## Usuarios

### Actuales
- Birmania - 230+ Tipo-88B
- Pakistán - 300 unidades de la variante Tipo 85-IIAP en servicio; fabricados bajo licencia en la planta estatal Industrias Pesadas Taxila.[7][8]

- Sudán - 200 en servicio (Tipo 80)

### Anteriores
- China - Todas las variantes son usadas en entrenamientos o están como reserva estratégica.